# Estadio Félix Capriles
Estadio Félix Capriles – wielofunkcyjny stadion w Cochabambie, w Boliwii. Obiekt może pomieścić 32 000 widzów. Swoje spotkania rozgrywają na nim drużyny Club Jorge Wilstermann oraz Club Aurora. Stadion był jedną z aren Copa América w roku 1963 i 1997.